# Timema tahoe
Timema tahoe is een insect uit de orde Phasmatodea en de familie Timematidae. De wetenschappelijke naam van deze soort is voor het eerst geldig gepubliceerd in 1993 door Vickery.